# Бай Личэнь
Бай Личэнь (род. в январе 1941, Линъюань, пров. Ляонин), председатель Нинся-Хуэйского автономного района (1986-97), зампред ВК НПКСК 9, 10, 11-го созывов.
Член КПК с апреля 1971 года, член ЦК КПК 13—17 созывов.

## Биография
По национальности хуэец.
Окончил Шэньянский сельскохозяйственный колледж, где учился в 1960-64 гг.
В 1964-68 гг. техник Инкоуского НИИ механизации с/х.
В 1968-72 гг. занимался сельским трудом.
С 1972 года работал в г. Инкоу, в 1983-84 гг. его мэр и замглавы горкома.
В 1984-85 гг. глава Паньцзиньского горкома КПК.
В 1985-86 гг. вице-губернатор пров. Ляонин и член посткома парткома провинции.
В 1986-97 гг. глава регионального правительства Нинся-Хуэйского автономного района и замглавы парткома АР.
В 1997-2000 годах глава парткома и в 1998-2008 годах предправления Всекитайской федерации снабженческих и торговых кооперативов (ВСССК), сменили его соотв. Ван Цзиньшань и Ли Чэнъюй.
Зампред ВК НПКСК 9, 10, 11-го созывов.